# Helios Airways
A Helios Airways foi uma companhia aérea cipriota de baixo custo que operava voos regulares e charter entre Chipre e muitos destinos europeus e africanos. Tinha sua sede corporativa nos terrenos do Aeroporto Internacional de Lárnaca, em Larnaca. Sua base principal era Aeroporto Internacional de Lárnaca. A empresa fechou em 6 de Novembro de 2006 porque todos seus Boeing 737 da empresa foram detidos e as suas contas bancárias congeladas pelo Governo de Chipre.

## História
A companhia aérea foi estabelecida como Helios Airways em 23 de setembro de 1998 e foi a primeira companhia aérea independente de propriedade privada no Chipre. Em 15 de maio de 2000, operou seu primeiro voo fretado ao Aeroporto de Gatwick, em Londres. Foi formada pelos proprietários da TEA Cyprus, uma empresa aérea cipriota especializada em arrendamentos de Boeing 737 no mundo inteiro. Originalmente, ofereceu serviços de charter e serviços regulares para destinos como Atenas, Londres, Manchester, Amsterdã, Edimburgo, Praga, Sófia, Bournemouth, Cairo, Paris, Dublin e Varsóvia. A Helios Airways foi adquirida em 2004 pela Libra Holidays Group de Limassol, Chipre.

Foto da cauda da aeronave

Em 14 de agosto de 2005, o Voo Helios Airways 522 caiu em Grammatiko, na Grécia, quando a tripulação foi incapacitada devido à falta deoxigênio. Nesse acidente todos os 121 passageiros e tripulantes morreram no impacto. A investigação concluiu que a equipa de manutenção deixou o sistema de pressurização da cabina no modo "manual" e que os pilotos não conseguiram descobrir que existia esse problema, pois o sistema de pressurização devia estar configurado como "automático". Em resultado, o Boeing 737 nunca foi pressurizado convenientemente. O acidente revelou muitos problemas com a segurança da Helios Airways e levou a acusações de homicídio contra cinco funcionários da companhia aérea.

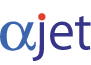
Logotipo da AJet

Em 14 de março de 2006 a Helios Airways seria renomeada para Ajet e retirar-se-ia das operações programadas. Em resposta aos rumores, a Ajet anunciou, em 30 de outubro de 2006, a cessação das suas operações durante o período de 90 dias. O governo do Chipre exigiu que os impostos atrasados fossem pagados imediatamente. Além disso, os fornecedores privados exigiram que fossem pagos em dinheiro por quaisquer outros bens e serviços fornecidos à empresa. Em 31 de outubro de 2006, a companhia anunciou a cessação imediata das suas operações. Em 11 de novembro de 2006 o site da Ajet anunciou que o Governo do Chipre "havia detido ilegalmente o Boeing 737 da Ajet e congelado as contas bancárias da companhia", o que estava em "contravenção direta ao bem-sucedido recurso apresentado pela Ajet no Tribunal Distrital, prejuízo financeiro para a companhia". Consequentemente, a Ajet anunciou que todos os voos que estavam programados para serem operados por outras companhias aéreas gregas para todos os destinos da Ajet, fecharia e suspenderia todos os voos a partir de 6 de novembro de 2006 e que os passageiros teriam de tomar as suas próprias disposições.
Todos os voos da Ajet foram suspensos a partir de 1 de novembro de 2006 e a maioria de seus horários foram assumidos pela já extinta companhia aérea XL Airways UK. Segundo os proprietários, a Libra Holidays Group tomou a decisão de fechar devido a maus resultados financeiros e à pressão dos credores.

## Frota

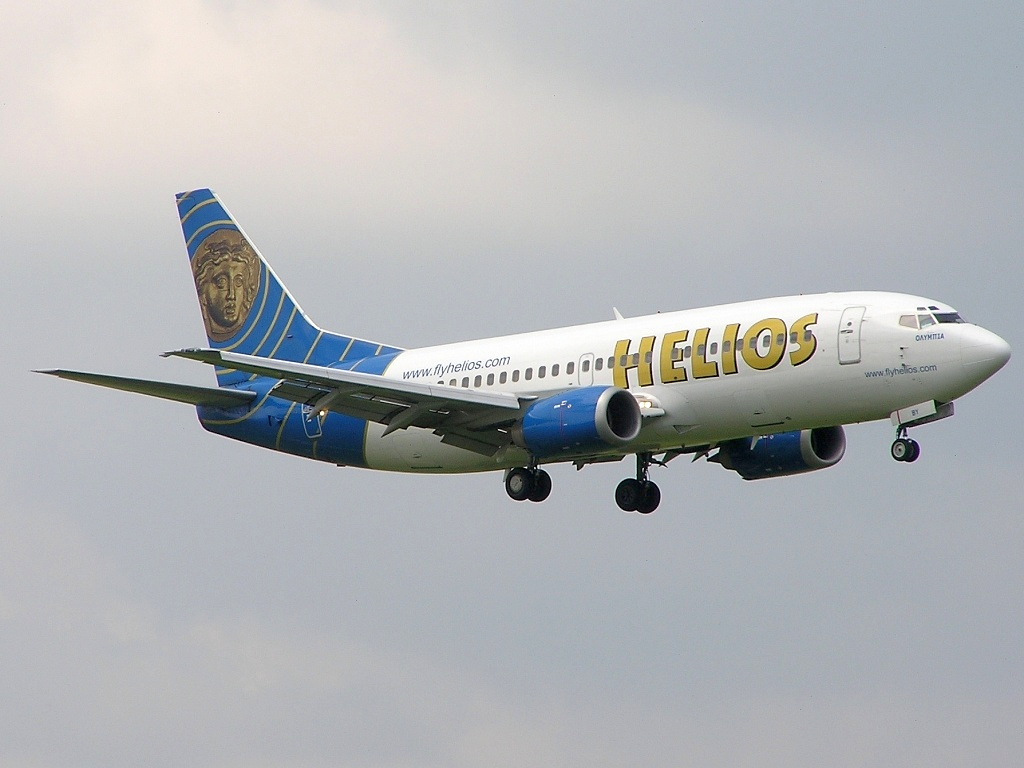
Um Boeing 737-300 no Aeroporto de Ruzyne, Praga, Chéquia. Essa aeronave caiu na Grécia como o voo 522.

Quando a companhia encerrou suas atividades, a frota era composta pelas seguintes aeronaves:

## Acidentes e Incidentes
- 20 de Dezembro de 2004, um Boeing 737-300, registrado como 5B-DBY, sofreu uma despressurização da cabine, a caminho de Varsóvia, três passageiros foram levados para um hospital quando o avião retornou para Larnaca, Chipre.
- 14 de agosto de 2005, Voo Helios Airways 522. o mesmo Boeing 737 do incidente anterior, caiu em um voo de Larnaca para Praga (com escala em Atenas), matando todas as 121 pessoas a bordo. Suspeita-se que a causa pode ser a perda de pressurização da cabine, porque a válvula de controle permaneceram abertas. Foi descoberto mais tarde que, de facto, o acidente foi causado porque a válvula de controle de pressurização foi deixado no manual (aberto) por técnicos que inspeccionados o avião.